# 2487 Юхані
2487 Юхані (2487 Juhani) — астероїд головного поясу, відкритий 8 вересня 1940 року.
Тіссеранів параметр щодо Юпітера — 3,503.